# Sélection de la ville hôte pour les Jeux olympiques d'hiver de 1952
Le processus de sélection pour les Jeux olympiques d'hiver de 1952 comprend trois villes et voit celle d'Oslo en Norvège sélectionnée aux dépens de Cortina d'Ampezzo en Italie et Lake Placid aux États-Unis. La sélection est réalisée lors de la 40e session du CIO à Stockholm en Suède, le 21 juin 1947.

## Résultats du scrutin
| Ville             | Pays       | 1er tour |
| ----------------- | ---------- | -------- |
| Oslo              | Norvège    | 18       |
| Cortina d'Ampezzo | Italie     | 9        |
| Lake Placid       | États-Unis | 1        |